# Victor Jorgensen
Victor Jorgensen (8. července 1913 Portland – 14. června 1994 West Linn) byl americký fotograf, který během druhé světové války pracoval pro Fotografický útvar letectva vojenských námořních sil (Naval Aviation Photographic Unit), který vedl Edward Steichen.

## Životopis
Krátce poté, co Japonsko zaútočilo na Pearl Harbor přijal Jorgensena Edward Steichen do Fotografického útvaru letectva vojenských námořních sil. Tato skupina dokumentovala a propagovala svou činnost v oblasti letectví a Steichen do ní přijímal ty nejtalentovanější fotografy. Bristol, stejně jako ostatní fotografové v Naval Aviation Photographic Unit, se podle Steichenovy rady soustředili na lidskou stránku moderní války.
Když válka skončila, Victor Jorgensen a dva jeho kolegové Charles Fenno Jacobs a Horace Bristol, stále ještě oblečení do uniforem, vešli do kanceláře společnosti Fortune a navrhli, zda by je časopis nenajal a nepřiřadil do různých koutů světa.
Desítky jeho snímků spadají do kategorie public domain a jsou k dispozici na úložišti obrázků Wikimedia Commons.

## Jorgensenovy fotografie

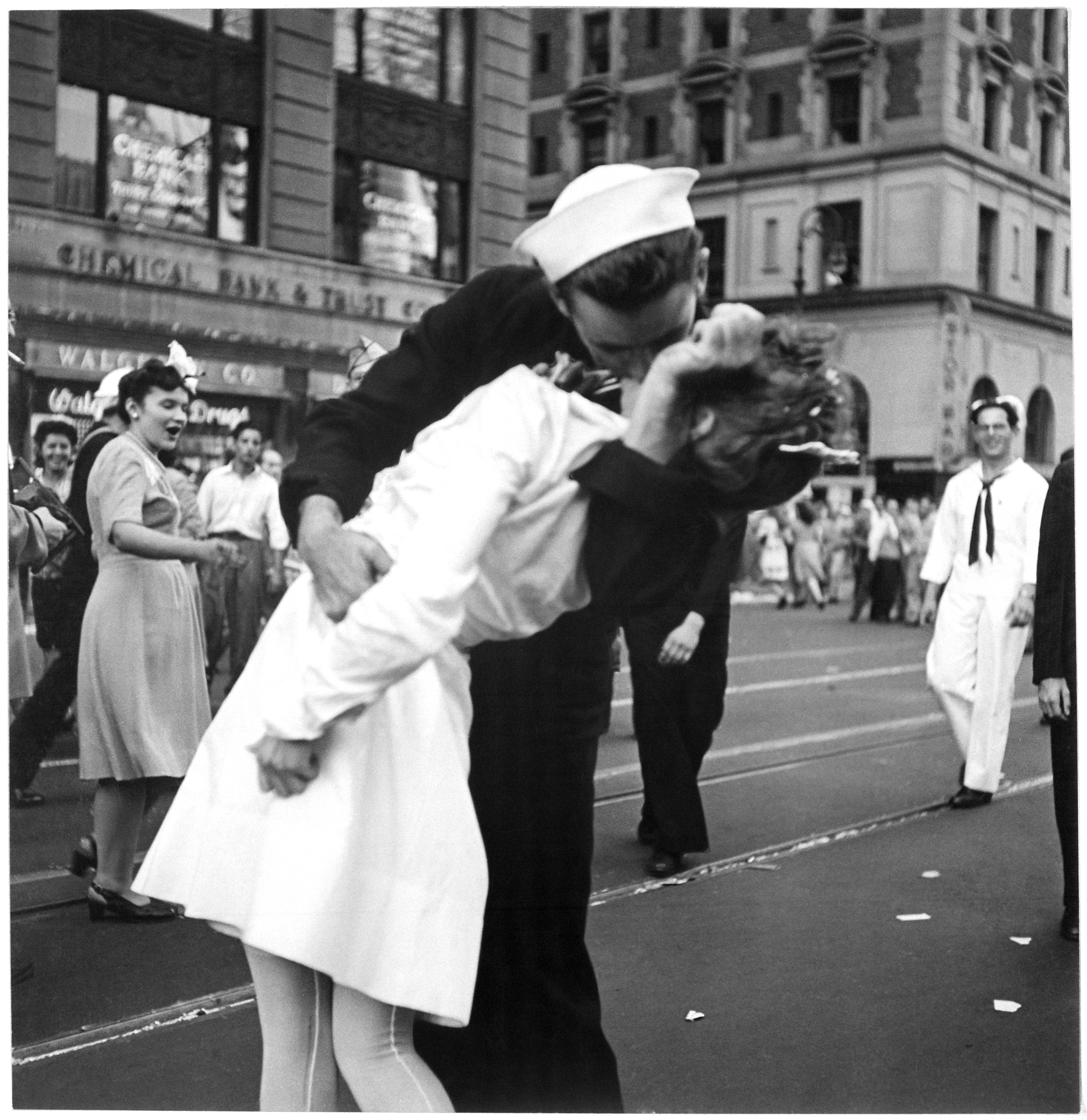
Okamžik polibku při oslavě Dne vítězství, velmi podobný tomu, jak jej zachytil Alfred Eisenstaedt
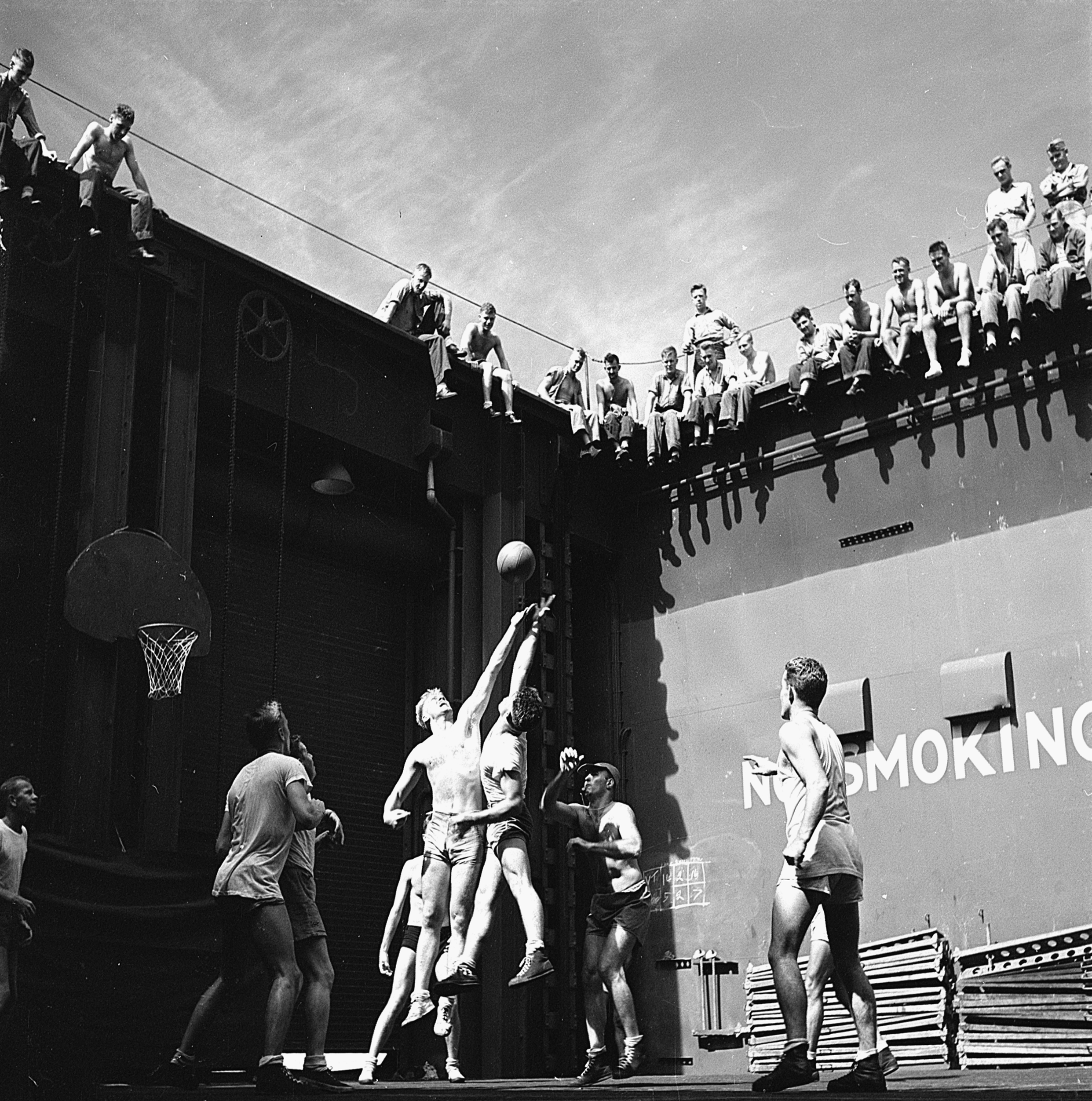
Budoucí prezident Gerald Ford při výskoku nalevo na palubě lodi USS Monterey, 1944
Sailor on liberty in Manila at fruitstand